# Manbuta ochrosema
Manbuta ochrosema är en fjärilsart som beskrevs av George Francis Hampson 1926. Manbuta ochrosema ingår i släktet Manbuta och familjen nattflyn. Inga underarter finns listade i Catalogue of Life.